# زمین‌لرزه ۱۹۵۸ آلاسکا
زمین‌لرزه آلاسکا  در تاریخ ۱۰ ژوئیه ۱۹۵۸ میلادی، برابر با ‎۱۹ تیر ۱۳۳۷، ساعت ۶:۱۵:۵۸ به زمان یوتی‌سی در آمریکا ، منطقه آلاسکا رخ داد. ژرفای این زلزله ۱۵ کیلومتر بود. بزرگی آن ۷٫۸ در مقیاس Mw اعلام شده‌است. زمین‌لرزه به وقت محلی در روز چهارشنبه، ساعت ۲۱ روی داده و منطقه زمانی آن یوتی‌سی -۹ بوده‌است .
سازمان زمین‌شناسی آمریکا نیز جای این زمین‌لرزه را در مختصات ۵۸°۲۰′شمالی ۱۳۶°۳۱′غربی / ۵۸٫۳۴°شمالی ۱۳۶٫۵۲°غربی و بزرگی آن را برابر با ۸٫۳ در مقیاس ریشتر اعلام کرده‌است. ژرفای گزارش شده از سوی این سازمان ۶۰ کیلومتر می‌باشد.
سونامی نیز در این زلزله گزارش شده‌است.